# Freedom Finance
Freedom Finance — інвестиційна компанія, філії якої діють в Україні, Росії (до жовтня 2022), Казахстані, Узбекистані, Киргизстані, Німеччині та на Кіпрі. Засновником є російський підприємець Тимур Русланович Турлов. Головний офіс розташовано в Алмати. Компанія входить до холдингу Freedom Holding Corp. (Невада, США; тікер FRHC на Nasdaq).
Фрідом фінанс Україна — українська філія компанії.
Здійснює брокерську, субброкерську, дилерську, депозитарну діяльність та розміщення без надання гарантій. Холдинг є найбільшим акціонером АТ «Українська біржа», володіє 24 % акцій.
Компанія посіла перше місце у рейтингу «Провідні оператори ринку іноземних цінних паперів» за 3 квартал 2022 року Фіскального року" за результатами торгів на АТ «Українська біржа».
Офіс у Києві розташовано на вул. Московська, б.32/2, 11 пов., БЦ «Сенатор». Директор — Бартошек Марина Василівна, член ради учасників Національного депозитарію України та Ради Професійної асоціації учасників ринків капіталу й деривативів.
За даними Інтерфакс-Україна, з початком нового вторгнення Росії в Україну у 2022 компанія не підтримала санкції проти Росії та продовжила роботу, таким чином, виступила спонсором війни тим, що залишилась фінансовим гравцем на Московській біржі.

## Історія
З 2014 року українською філією керує Бартошек Марина Василівна.
2017 року Freedom Holding Corp. купила компанію «Укранет», що діяла з 1999 року. Укранет було перейменовано на ТОВ «Фрідом фінанс Україна» Freedom Holding Corp. При поглинанні холдинг збільшив статутний капітал компанії до 19,64 млн грн.
2018 — відкрито 12 філій компанії в Україні, зокрема в Києві, Харкові, Кривому Розі, Дніпрі, Одесі, Львові, Запоріжжі, Житомирі, Миколаєві, Хмельницькому, Чернівцях, Полтаві.
У жовтні 2022 року, під час повномасштабного вторгнення РФ до України, компанія оголосила про продаж російської частки бізнесу своєму колишньому члену ради директорів. Було оголошено про припинення діяльності у РФ і про наміри виключити зі складу російські дочірні компанії («Інвестиційна компанія Фрідом Фінанс» і «ФФІН Банк»), власником російських активів став Максим Повалішин, колишній заступник директора та член ради директорів Фрідом Фінанс.

## Санкції
У жовтні 2022 року РНБО запровадила санкції проти «Фрідом фінанс Україна», а НКЦПФР позбавила компанію 5 ліцензій, які давали їй право надавати брокерські послуги та проводити операції із цінними паперами.
Представники компанії заявили, що у власності немає російських активів, 91 % капіталу належало президенту Freedom Holding Corp. Аскару Таштітову, громадянину Казахстану, 9 % статутного капіталу — холдингу Freedom Holding Corp.
14 січня 2025 року президент Зеленський ввів у дію рішення РНБО про зміни до санкцій, надавши НКЦПФР повноваження для повернення заблокованих активів клієнтів «Фрідом фінанс».

## Діяльність
Компанія пропонує: інвестиційні послуги, купівлю облігацій та акцій, депозитарні послуги, зберігання цінних паперів, послуги маркет-мейкера, інтернет-трейдинг, продаж держоблігацій.
11 березня 2021 року отримали ліцензію НКЦПФР на андеррайтингу.
2022 року компанія продовжила роботу в Росії, не підтримавши санкції проти агресора. За підсумками січня 2022 року, російський «Фрідом фінанс» посів № 9 серед найбільших операторів «Московської біржі» з оборотом 255 млрд руб.

### Розміщення без гарантій
22 жовтня 2021 року відбулося первинне розміщення корпоративних облігацій серії D лізингової компанії «ЕСКА КАПІТАЛ» на суму 100 млн грн. Компанія стала андеррайтером розміщення вперше з моменту отримання у березні 2021 року безстрокової ліцензії на здійснення такої діяльності.

## Членство
- European Business Association (EBA)[12]
- Український національний комітет Міжнародної торгової палати (ICC Ukraine)
- Американська торговельна палата в Україні
- Young Business Club та CEO Club Ukraine[13]

## Нагороди
- «Прорив року» на фінансовому ринку — рейтинг журналу «ТОП-100» (2020)[14]
- Подяка від PARD за підвищення фінансової грамотності населення та популяризацію фондового ринку (2019)

### Вебсеріал
- «Вільні гроші» — український 7-серійний вебсеріал, у якому світ інвестицій розглядається через історії працівників компанії[15]